# Clayton Glasgow
Clayton M. Glasgow (ur. 10 marca 1937 w Georgetown, zm. 25 lutego 2020) – gujański olimpijczyk, lekkoatleta.
W roku 1960 Glasgow brał udział w igrzyskach w Rzymie. Startował w eliminacjach biegów na 200 i 400 metrów. W obu przypadkach odpadł już w eliminacjach.